# Багси Сигел
Бе́нджамин Си́гельбаум (англ. Benjamin Siegelbaum), более известный как Багси Сигел (англ. Bugsy Siegel; 28 февраля 1906 — 20 июня 1947) — известный в 1920—1940-х годах американский гангстер еврейского происхождения. Был убит по приказу криминальных боссов.

## Биография
Сигел родился 28 февраля 1906 года в бедном квартале Бруклина, населённом эмигрантами. Он был одним из пятерых детей выходцев из города Летичев в Российской Империи, евреев Макса Сигельбаума и Дженни Рихенталь. Ещё в детстве он присоединился к банде уличных мальчишек, которые орудовали на Лафайет-стрит и промышляли в основном воровством. Затем Сигел на пару со старшим приятелем Мо Сидвеем, который был старше на 12 лет, занимался мелким рэкетом, заставляя уличных торговцев платить ему пять долларов в день и угрожая в случае отказа облить их товар керосином и сжечь. Ещё в начале своего преступного пути Сигел из-за вспыльчивого характера и привычки действовать не раздумывая получил прозвище «Багси». Оно происходило от жаргонного выражения «go bugs» (приблизительное значение — «слететь с катушек»), которое применяли для описания безрассудного поведения тех, кого легко вывести из себя и кто отличался отчаянной смелостью. Сигел не переносил это прозвище, предпочитая, чтобы его называли Беном, и в его присутствии никто не осмеливался обращаться к нему иначе.

### Нью-Йорк
Став старше, Сигел стал работать под началом другого начинающего уголовника Меира Лански, занимаясь вымогательством, угоном машин и азартными играми. Основная версия возникновения дружбы Лански и Сигела сообщает, что их знакомство произошло, когда оба они были ещё детьми. Существует предположение, что впервые Багси и Лански выступили в роли наёмных убийц в 1917 году, хотя тогда им было, соответственно, 11 и 15 лет. Лански водил знакомство с Лаки Лучано, которого знал ещё со школы. В 1915 году тот попал в тюрьму за распространение наркотиков и спустя полтора года был отпущен: Лански и Сигел вызвались разобраться с сыном ирландского полисмена, который донёс на Лучано. Вероятно, они убили его, так как юноша пропал, а тело его так никогда и не было обнаружено. В 1918 году Багси и его старшие товарищи совершили ограбление одного из местных банков и вынесли 8 тысяч долларов.
Вскоре их подростковая группировка привлекла внимание матёрых криминальных боссов. В начале 1919 года во время игры в кости, которую организовали Лански и Сигел, на них совершила нападение группа незнакомых бандитов. Избив всех присутствующих, они передали слова гангстера Джузеппе «Джо Босс» Массериа, что прибылью нужно делиться. Тем не менее Багси, оправдывая своё прозвище, не собирался уступать без борьбы. Он и его банда встретились с людьми Массерии и, несмотря на значительное численное превосходство противников, в драке одержали над ними верх. Хотя полиция задержала их за нарушение общественного порядка, Багси и остальные отделались небольшим штрафом.
Тогда Массерия пошёл другим путём. Он оказал давление на Лучано, желая, чтобы тот повлиял на Лански и Сигела, однако тот предпочёл примкнуть к банде Арнольда Ротштейна, которая специализировалась на организации подпольных игорных домов, а после введения сухого закона начала заниматься сбытом нелегального виски. Так Лански и Сигел стали бутлегерами — Багси, в частности, отвечал за поставки товара и не гнушался перехвата спиртного у конкурентов (в том числе у своего врага Массерии). Среди их партнёров в этом бизнесе были гангстеры Голландец Шульц, Карло Гамбино и Альберт Анастазия. Кроме того, в тот период Багси поддерживал связи и со знаменитым Аль Капоне, пока того в 1919 году не перевели в Чикаго.
28 января 1929 года он женился на подруге детства Эсте Краков, которая впоследствии родила от него двух дочерей.
Во время гангстерских конфликтов 1930—1931 годов, так называемых кастелламмарских войн, Багси и его группа находились в оппозиции Джо Массерии. Считается, что банда Багси, Лански и Лучано была причастна к устранению Массерии и другого важного персонажа того времени — могущественного мафиозо Сальваторе Маранцано, которого называли «босс боссов». Также все трое стояли у истоков группировки Murder, Inc. Далее по приказу Вакси Гордона (помощника Ротштейна, убитого при невыясненных обстоятельствах в 1928 году), на Сигела и Лански было совершено покушение. Направленные Гордоном киллеры бросили в помещение, где находились приятели, ручную гранату, но, прежде чем та взорвалась, Багси выбросил её в окно. Самого его задело взрывом так, что он был вынужден провести какое-то время в госпитале, после чего расправился с одним из наёмников Гордона. В 1932 году он был арестован за нелегальное распространение спиртных напитков и организацию азартных игр, но снова вышел на свободу, заплатив штраф.

### Калифорния
В 1937 году Сигела направили в Калифорнию, известив о его переводе контролировавшего эту территорию Лос-Анджелесского гангстера Джека Драгна. В тот же период он сделал своим помощником главаря одной из еврейских группировок по имени Микки Коэн. Сигел перевёз на западное побережье и друга детства Мо Сидвея, а также свою семью, которая знала очень немногое об истинном роде его занятий.
Багси зажил на широкую ногу, поселившись в 35-комнатном особняке, купленном у певца Лоуренса Тиббетта за 60 тысяч долларов. Будучи галантным с дамами и привлекательным внешне, он нравился женщинам и имел многочисленных любовниц. Одна из них, светская дама графиня Дороти Дифрассо, и его приятель-актёр Джордж Рафт ввели его в кинематографическое общество. В число его любовниц входили старлетки Кетти Галлиан, Венди Барри и Мари Макдональд, которая носила красноречивое прозвище «Тело». Кроме того, с ним водили знакомство актрисы Джин Харлоу (крёстная мать его дочери Миллисент) и Лоретта Янг. Обосновавшись в Голливуде, Сигел начал с того, что взял под контроль профсоюз актёров-статистов и посредством этого получил возможность вымогать деньги у голливудских магнатов.
В Калифорнии у Сигела появилась и постоянная пассия — брюнетка Вирджиния Хилл, которая занималась перевозками контрабанды. Их роман протекал достаточно бурно, сопровождался бесчисленными ссорами и примирениями и продлился до гибели гангстера в 1947 году. Хотя официально брак Эсты Краков и Сигела не был расторгнут, ходили слухи о том, что он и Вирджиния незадолго до его смерти поженились в Мехико. Известно, что Хилл помогла ему установить связи в Мексике, после чего Багси какое-то время занимался поставками героина из Мексики в Калифорнию.
22 ноября 1939 года Сигел, его зять Краков и двое их сообщников убили одного из членов их группировки Гарри «Большого Грини» Гринберга. Его заподозрили в том, что он готов донести о её деятельности полиции, поэтому глава Murder Inc. Л. Бухальтер приговорил его к смерти. Багси был арестован. Его пребывание в тюрьме было более чем комфортным — Багси питался бифштексами и блюдами из мяса фазанов, получал спиртное и принимал дам. Однако и на этот раз ему не удалось предъявить обвинение, так как двое свидетелей неожиданно скончались, не успев предстать перед судом, и дело было закрыто.
В то время существовали две крупные телеграфные компании, к услугам которых прибегали букмекеры, когда им было необходимо оперативно передавать клиентам результаты скачек. Задача, которую поручили Багси его боссы, состояла в том, чтобы вытеснить с этого рынка компанию Continental Wire Service и передать монополию Trans America Wire, которую контролировал Аль Капоне. Чтобы осуществить этот план, Сигелу, работавшему в контакте с людьми Драгны, потребовалось почти шесть лет.

### Лас-Вегас
Согласно популярному мифу, идея заняться легальным игорным бизнесом пришла к гангстеру в начале 1940-х, когда он проезжал мимо Лас-Вегаса и якобы решил превратить его во второе Монте-Карло. В то время Лас-Вегас не представлял собой ничего примечательного — это был всего лишь город в пустыне, — однако он находился в штате Невада, где были разрешены азартные игры. У Сигела уже был опыт управления несколькими плавучими казино, которые находились на расстоянии 3 миль от американского побережья, и таким образом не попадали под юрисдикцию закона. Так или иначе его увлекла идея открыть своё собственное казино и заняться в Неваде легальным бизнесом.

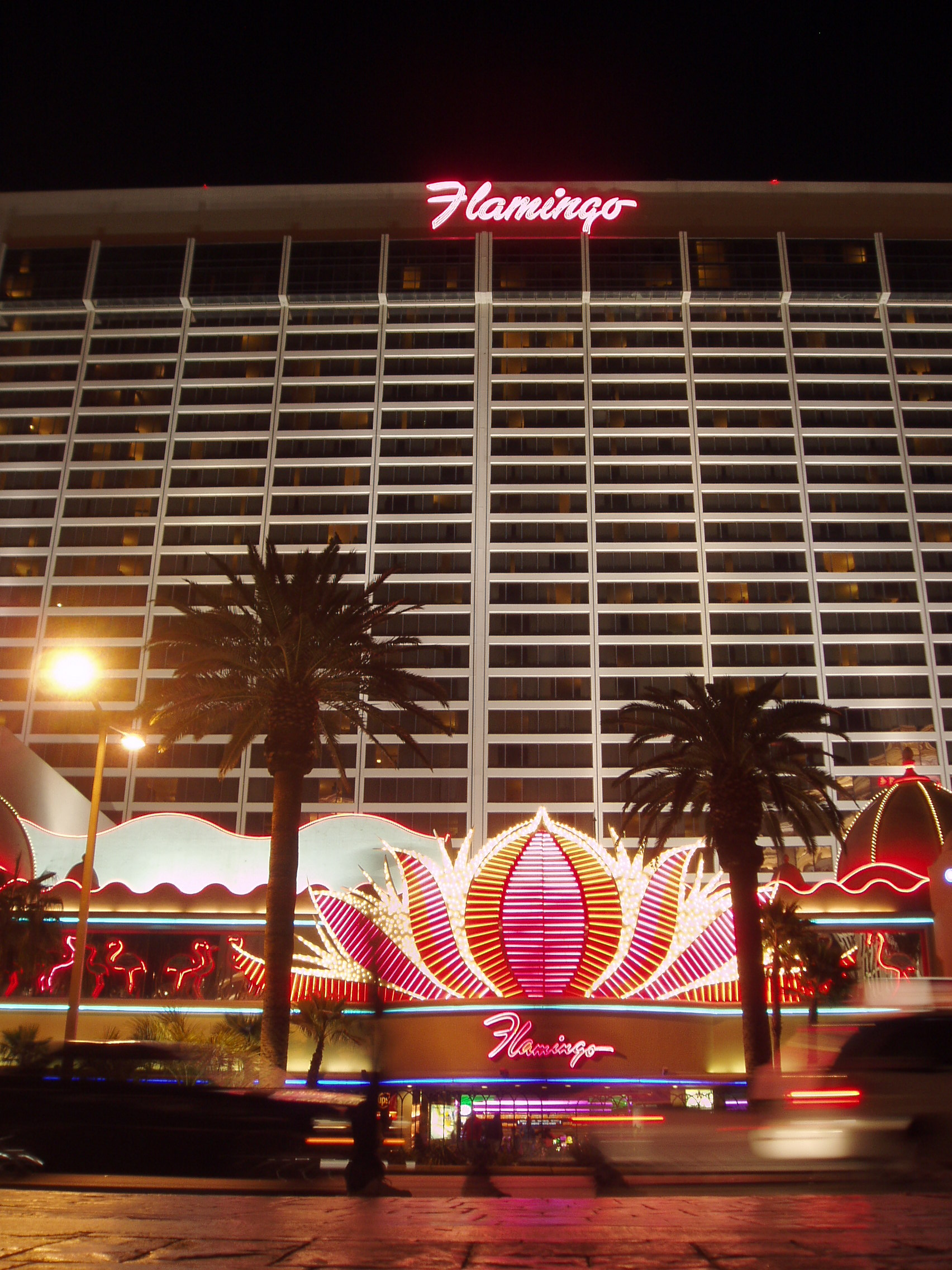
Казино-отель «Фламинго» в его современном виде (2006)

В 1945 году предприниматель Билли Уилкерсон, разделяя предчувствие Багси о большом будущем Лас-Вегаса, задумал построить там роскошное здание казино-отеля. Однако вскоре он израсходовал все свои средства, и Багси, оказав на него давление, перекупил участок. Он решил назвать отель «Фламинго» — предположительно в честь любовницы Вирджинии Хилл, которая носила такое прозвище. Финансировала строительство мафия. Сначала Лански, Лучано и другие вложили в проект около полутора миллионов долларов, но эта сумма быстро увеличилась до шести миллионов — в основном из-за амбициозных планов Сигела и мошенничества его поставщиков, которые, пользуясь его полным незнанием нюансов строительного дела, продавали гангстеру одни и те же материалы по нескольку раз.
К декабрю 1946 года, спустя год после начала строительства, лимит средств, которые мафия была готова потратить на этот проект, был исчерпан. Лански, Лучано, Фрэнк Костелло, Вито Дженовезе и Джоуи Адонис провели встречу в Гаване (эта так называемая Гаванская конференция состоялась на Кубе, так как Лучано к тому времени депортировали из США) и пришли к выводу, что бюджет превысил все мыслимые рамки потому, что Сигел присваивал часть их денег. Их подозрения подтверждал и тот факт, что Вирджиния Хилл часто бывала в Цюрихе, где переводила деньги на банковские счета. По сути, Багси был приговорён. Однако Лански, памятуя о давнем знакомстве с Сигелом, предложил отложить расправу и подождать открытия казино, чтобы у его подопечного был шанс вернуть деньги.
Казино начало функционировать 26 декабря 1946 года, но, к несчастью для Сигела, его проект обернулся грандиозным провалом. Так как отделка гостиничных номеров не была завершена, гости, среди которых было несколько голливудских звезд и популярных музыкантов, провели какое-то время за карточными столами и разошлись ночевать по соседним отелям. Две недели казино пустовало, а затем Сигел закрыл его, чтобы закончить строительство. Вторая церемония открытия состоялась в марте 1947 года. На этот раз всё прошло удачно, и казино начало приносить прибыль.
Считается, что Багси Сигел в 1947—1948 годах поставлял оружие израильским вооружённым частям, которые воевали против арабов.

### Смерть
Несмотря на то что дела «Фламинго» пошли на лад, боссы Сигела в итоге не простили ему растрату и, проигнорировав мнение Лански, отдали приказ об его устранении. Вечером 20 июня 1947 года Багси находился в бунгало в Беверли-Хиллс, которое служило ему местом встреч с Хилл, и, сидя на диване, читал газеты. Около половины одиннадцатого киллер (предположительно Эдди Каннизаро) произвёл из карабина M1 несколько выстрелов в открытое окно. Одна из пуль попала Багси около переносицы и выбила глаз, четыре другие прошили его тело и вызвали моментальную смерть. Расследование полиции зашло в тупик, и это убийство осталось нераскрытым.
На похороны Сигела пришли только немногочисленные родственники — никто из его бывших сообщников не захотел присутствовать, равно как и Вирджиния Хилл, которая в то время была в Европе. Его казино в 1980-х годах было полностью перестроено и в настоящее время принадлежит корпорации Harrah's Entertainment.

## Популяризация образа
- Биография Сигела легла в основу сюжета фильма 1991 года под названием «Багси». Роль гангстера исполнил Уоррен Битти, а Вирджинии Хилл — Аннетт Бенинг. В том же году вышел фильм «Гангстеры» (другое название — «Преступный синдикат») о раннем периоде Лански, Лучано, Сигела и Фрэнка Костелло. Сигела и Лучано сыграли соответственно Ричард Греко и Кристиан Слейтер.
- Образ вымышленного героя Мо Грина, убитого выстрелом в глаз, из фильма «Крёстный отец» был списан с Сигела. Такая же смерть настигла Брендана Филоне из сериала «Семья Сопрано».
- Выстрелом в глаз был убит и Джо Минальди из фильма 1984 года «Однажды в Америке» (сцена его гибели была снята на основе фотографии убитого Багси). Кроме того агрессивно-негативная реакция другого персонажа по имени Макс на прозвище «Псих» перекликалась с неприязнью, которую испытывал к своему прозвищу Сигел.
- В телефильме «История Вирджинии Хилл» (1973) роль Багси исполнил Харви Кейтель (он же потом сыграл Микки Коэна в фильме «Багси» и Меера Лански в фильме «Мейер Лански»), в мини-сериале «Гангстерские хроники» (1981) — Джо Пенни, в фильме «Привычка жениться» (1991) — Арманд Ассанте, в телефильме «Крёстный Лански» (1999) — Эрик Робертс, в фильме «Мейер Лански» (2021) — Дэвид Кейд.
- В Тель-Авиве есть ресторан под названием «Багси».
- Фигурирует в романе «Жарким кровавым летом» («Hot Springs») американского писателя Стивена Хантера.
- Фигурирует в романе «Экспансия III» советского писателя Юлиана Семёнова.
- Послужил прототипом владельца казино Бенни, антагониста в игре Fallout: New Vegas.[4]
- История любви Багси Сигела и Вирджинии Хилл послужила темой песни «У смерти походка фламинго» группы «Коралловые рифы» (CD «Прочь Руки От Стиляг!» (2009))
- Багси Сигел является одним из персонажей в сериале «Город гангстеров» («Mob City» 2013)
- Багси Сигел является персонажем сериала «Подпольная империя» («Boardwalk Empire» 2010)
- Багси Сигел является персонажем документального сериала «Рождение Мафии: Нью-Йорк» повествующем о появлении нью-йоркской мафии.
- Багси Сигел является кумиром мафиозо Фрэнка «Ловкача» Тальяно в сериале «Лиллихаммер» («Lilyhammer» 2012—2014). Он же построил в Норвегии бар «Розовый фламинго», по стилистике написания названия и эмблеме аналогичный отелю в Лас-Вегасе.